# Liste des sénateurs du Maniema
 (mai 2024).
La Province du Maniema compte quatre sénateurs au total, comme c'est le cas dans toutes les provinces en République démocratique du Congo hormis la ville province de Kinshasa (qui en compte 8). Les sénateurs du Maniema sont élus au second degré par l'assemblée provinciale.

## Mandature 2019-2024
L'élection des sénateurs a lieu le 15 mars 2019, la validation des mandats se déroule le 5 avril 2019 au siège de Sénat.
| Prénom Nom Post-Nom          | Sexe | Parti       | Notes          |
| ---------------------------- | ---- | ----------- | -------------- |
| Thambwe Mwamba Alexis        | M    | Indépendant | élu par 7 voix |
| Matata Ponyo Mapon           | M    | Indépendant | élu par 6 voix |
| Assumani Amani Jean-Baptiste | M    | PPRD        | élu par 5 voix |
| Bikenge Musimbi Jerome       | M    | AAAC        | élu par 2 voix |